# De Vijf (animatieserie)
De Vijf (originele titel Famous 5: On The Case) is een Frans/Britse animatieserie gebaseerd op de boekenserie De Vijf van schrijfster Enid Blyton. De serie werd in Nederland vanaf 24 november 2008 in nagesynchroniseerde vorm uitgezonden op Jetix en vanaf 3 oktober 2009 op Disney Channel. De serie telt één seizoen van 26 afleveringen.
Enkele van de afleveringen zijn geschreven door Douglas Tuber en Tim Maile, de schrijvers van de serie Lizzie McGuire.

## Verhaal
De serie is een vervolg op de boekenreeks, met in de hoofdrol niet de originele vijf maar hun kinderen, Jo, Max, Allie en Dylan en hun hond Timmy. Jo, Max, Allie en Dylan zijn allemaal neven/nichten van elkaar.
Net als hun ouders werkt de groep geregeld als amateurdetectives aan uiteenlopende zaken. Wel beschikken ze over modernere hulpmiddelen zoals een laptop en mobiele telefoons.

## Personages
- Jo Mischwa – de dochter van George Kirrin, en net als haar moeder een tomboy die haar afgekorte naam Jo verkiest boven haar volledige naam, Jyoti.
- Max Kirrin – de zoon van Julian Kirrin. Hij is een adrenalinejunk die van veel sporten houd zoals mountainbiken en skateboarden.
- Allie Campbell – dochter van Anne Kirrin. Ze is geboren en opgegroeid in Californië, en een echte shopaholic.
- Dylan Kirrin – de zoon van Dick Kirrin. Hij is een fan van gadgets en elektronica.
- Timmy – is de hond van Jo, hij is goed in boeven opsporen en weet precies wanneer er één aankomt.

## Reacties
De show kreeg al kort na zijn debuut kritiek te verwerken van fans van Blytons boeken, vooral over het feit dat het verhaal is geactualiseerd en niet om de originele vijf draait. Blytons biograaf Barbara Stoney gaf in de Daily Mail aan dat de serie in niets leek op Blytons originele boeken.

## De Vijf op tv
- Frankrijk - Disney Channel, France 3, France 5
- Verenigd Koninkrijk - Disney Channel
- Ierland - Disney Channel, RTÉ Two
- Nederland - Disney Channel, Jetix
- België - Ketnet, Disney Channel
- Duitsland - Disney Channel
- Finland - Disney Channel
- Noorwegen - Disney Channel
- Denemarken - Disney Channel
- Zweden - Disney Channel
- Azië - Disney Channel
- Australië/Nieuw-Zeeland - Disney Channel
- Spanje - Disney Channel
- India - Disney Channel
- Italië - Disney Channel, Toon Disney
- Portugal - Disney Channel, Disney Cinemagic
- Griekenland - Disney Channel
- Polen - Disney Channel
- Zuid-Afrika - Disney Channel
- Israël - Kids Channel